# Angel's Feather
Angel's Feather (エンジェルズフェザー?, Enjeruzu Fezā) è in origine un videogioco eroge visual novel creato dalla Bluelmpact e messo in vendita nel 2003 (con un seguito nel 2005). È stato adattato in un anime OAV di genere shōnen'ai dallo Studio Venet in 2 episodi nel 2006.

## Trama
Gli angeli dalle ali bianche vissero felici nel loro mondo lontanissimo da quello umano per secoli e secoli, fino a quando non vennero a svilupparsi dei mutanti dalle ali nere, ed allora iniziarono i problemi. I neri possiedono dei poteri magici sconosciuti ai bianchi e, grazie a ciò riuscirono a prendere il potere ed assumere il controllo di Winfield: la famiglia reale venne perseguitata ed annientata. Ma uno strettissimo collaboratore del re riesce a portare in salvo il principe ereditario e a nasconderlo agli occhi dei neri in un lontano e sconosciuto pianeta della galassia, la Terra. Ma il re ha anche un fratello più giovane, il quale aveva già avuto un'amante umana, da cui eran nati due gemelli.
La storia inizia quando Shou giunge alla Yuusei Academy; da qui la vicenda si snoda in direzione della scoperta della verità riguardante il suo passato e l'identità del suo fratello gemello Kai. Una sottotrama descrive il rapporto sentimentale intercorrente tra Kai e Nagi, il suo miglior amico.

## Personaggi
Shō Hamura (羽村 翔?, Hamura Shō)
Doppiato da: Kappei Yamaguchi
Fratello gemello primogenito. È appena giunto all'accademia maschile Yūsei come studente sportivo (è stato vincitore del campionato nazionale di kendo); sa di posseder un gemello ma non ne ha mai conosciuto la vera identità. Quand'era ancora piccolo è stato adottato da una famiglia benestante ma in seguito purtroppo i suoi genitori morirono in un incidente: nonostante questa tragedia abbattutasi così all'improvviso su di lui egli dimostra d'aver una personalità forte e sicura di sé ed esercita il suo coraggio e buon cuore nei confronti di tutti quelli che lo circondano. In definitiva è un ragazzo felice ed amichevole col prossimo; si ritrova inoltre subito ad esser il leader del team di kendō della scuola. La sua identità segreta, verrà a scoprir, è quella d'un principe del regno angelico di Winfield: realizzerà ciò quando riuscirà per la prima volta a far spuntar dalla schiena un bellissimo paio d'ali bianche. Il suo aspetto umano è quello d'un adolescente coi capelli castani corti, occhi verdi e pelle chiara. Cercherà in ogni modo di risvegliar i ricordi del fratello, a partir dal momento in cui sentirà una forza misteriosa crescer in lui.
Kai Misonō (御園生 櫂?, Misonō Kai)
Doppiato da: Hikaru Midorikawa
Fratello gemello più giovane di Shō, è alla Yūsei per merito dei suoi ottimi voti. Ha perduto la memoria riguardo al suo passato, non sa nulla di se e né di quale possa esser la sua vera identità. Ricorda solo vagamente quando entrambi si trovavano all'orfanotrofio prima che Shou venisse adottato. La sua amnesia è dovuta essenzialmente ad un blocco emotivo, difatti il fratello al momento di lasciarsi gli aveva chiesto di dimenticarlo completamente in modo da non soffrir troppo di tristi ricordi. Di carattere almo e rassicurante, è sempre stato un bambino obbediente. Si trova in stretto rapporto con Nagi e dovrà opporsi a Ran, un sottoposto di Reiya, che cerca d'eliminarlo in quanto venuto a conoscenza della sua vera identità. Dopo l'uccisione di Nagi cerca di vendicarsi ma viene salvato dal fratello. In qualità di principe di Winfield anche lui possiede come Shou un paio d'ali bianche celate agli occhi umani e, quando le apre, riesce a combatter utilizzando la magia. Ha lo stesso colore degli occhi e dei capelli del fratello, con la differenza però che Kai li tiene lunghi sulle spalle, oltre ad aver una voce più bassa e profonda.
Kurisu (Christopher) Ōsaka
Doppiato da: Chihiro Suzuki
Cugino di Shō e Kai, è il principe ereditario di Winfield, fuggito in seguito al colpo di Stato dal regno assieme a Sena e Shion. Vide i genitori massacrati quando aveva appena 5 anni; di indole nobile e aristocratica, cerca sempre qualche posticino tranquillo in cui poter in santa pace schiacciar un pisolino. Ha i capelli biondo platino e gli occhi verdi che cela dietro un paio di lenti a contatto.
Naoto Aoki
Doppiato da: Daisuke Kishio
Il miglior amico di Shō fin da prima che questi si trasferisse alla Yūsei, fa parte del club di kendō. Figlio di un artigiano, gli piace leggere ma è stonato come una campana. Si rivelerà poi esser un angelo nero nemico acerrimo degli angeli dalle ali bianche.
Nagi Uesugi
Doppiato da: Takuro Nakakuni
Unico amico di Kai, con cui ha un rapporto affettivo e sentimentale molto intimo basato sulla fiducia e la comprensione reciproca. Giura di proteggere Kai da ogni pericolo in qualunque momento; non ha un buon rapporto con Shō, lo accusa difatti di aver fatto soffrire inutilmente il fratello per molti anni. Verrà ferito gravemente durante gli scontri coi neri per difender l'amico.
Yuuto Nakajyō
Doppiato da: Wataru Hatano
Capo del dormitorio della scuola, ha una grande sensibilità che gli permette di comprender perfettamente l'amore romantico di Nagi nei confronti di Kai.
Anri Chikura
Doppiato da: Kōki Miyata
Amico e compagno di classe di Sho, con cui condivide la camera al dormitorio. Ha il tic di ripeter sempre le stesse parole per almeno tre volte di seguito: anche se di buon cuore non sembra esser molto "luminoso". Per combattere i mostri licantropi e guarire le ferite di Sho utilizza il suo flauto, che suona in modo magico (da perfetto autodidatta). Possiede delle piccole ali bianche ed ha una personalità abbastanza infantile; piccolo di statura e con la fronte ampia, porta gli occhiali ed ha i capelli lunghi. Ha un aspetto aggraziato da ragazza, viene sempre scambiato da tutti per una bellissima adolescente.
Sena Mizōchi
Doppiato da: Yasunori Masutani
Soldato di Winfield ed una delle guardie del corpo speciali di Kirisu. Appartiene al club di tiro con l'arco; vicino a lui si vede spesso volare uno splendido uccello azzurro. Ha portato in salvo i due gemelli all'età di 12 anni e da allora non fa che guardare alla loro protezione e sicurezza. Ha i capelli rossi e gli occhi azzurri.
Shion Tōdō
Doppiato da: Hirotaka Suzuoki, Hideo Ishikawa (versione con contenuti 18+)
Comandante della guardia imperiale del regno di Winfield, è docente presso l'Academy Yusei, dove insegna letteratura contemporanea. Calmo e fedele fino all'ultimo respiro nei confronti di Kirisu; è anche notevolmente esperto di karate; di costituzione robusta e con un forte senso della giustizia. Si porta appresso sempre qualche dolcetto, è bravo a cucinare ma non capisce nulla d'informatica. Ha una lunga cicatrice sulla schiena.
Reiya Wakabayashi
Doppiato da: Kazuhiko Inoue
Comandante dell'esercito dalle ali nere, è il direttore della scuola. Amante di Ran. Esperto di computer
Ran Sakakibara
Doppiato da: Jūrōta Kosugi
Insegnante di matematica nella classe di Kai e degli altri ragazzi. Fa parte dell'esercito dalle ali nere; ha ucciso lui il fratello del re e la sua moglie umana ed ora cerca di rintracciar i loro due figli gemelli sopravvissuti.
Karen Neyagawa
Doppiato da: Mayumi Nakamura
Insegnante di calligrafia, parla molto chiaramente e non ha scrupoli di sorta a dire a tutti che è gay: da giovane amava un suo coetaneo, Armand, gli confessò il suo amore ma al suo rifiuto si trovò col cuore spezzato.
Ruka Niijima
Doppiato da: Yuci
Insegnante di musica e responsabile del club di cerimonia del tè della scuola. Bravissima docente dall'abbigliamento provocante, gira per la scuola in minigonna, il suo bel corpo è il sogno erotico di tutti gli studenti.
Polyana Ninihopetestu
Doppiato da: LoLo sama
Kyōhei
Doppiato da: Tetsuya Kakihara
Narratore della storia, è un bambino umano appassionato d'avventure che sta leggendo il libro che narra le vicende di Winfield.

## Anime

### Episodi
| Nº | Giapponese 「Kanji」 - Rōmaji       | In onda        | In onda |
| Nº | Giapponese 「Kanji」 - Rōmaji       | Giapponese     |         |
| 1  | 「予兆」 - Yochō                    | 28 aprile 2006 |         |
| 2  | 「曙光を求めて」 - Shokō o motomete | 26 maggio 2006 |         |

### Colonna sonora
Sigla di apertura
- Rock Star cantata da Kakihara Tetsuya & Hatano Wataru

Sigla di chiusura
- Last Song cantata da Ishikawa Hideo & Suzuki Chihiro